# اد شیفر
اد شیفر (انگلیسی: Ed Schafer؛ زادهٔ ۸ اوت ۱۹۴۶) یک سیاست‌مدار اهل ایالات متحده آمریکا است. وی بین سال‌های ۱۹۹۲ تا ۲۰۰۰ میلادی فرماندار داکوتای شمالی و بین سال‌های ۲۰۰۸ تا ۲۰۰۹ میلادی وزیر کشاورزی ایالات متحده آمریکا بوده است.